# FC Øresund
FC Øresund var en dansk fodboldklub hjemmehørende i byen Hørsholm i Nordsjælland. Klubben blev skabt som en overbygning på de tre lokale fodboldklubber Hørsholm-Usserød Idrætsforening (HUI), Nivå Gymnastikforening (NG) og Kokkedal Idrætsklub (KIK). De to sidstnævnte gik oprindeligt sammen og dannede Nivå-Kokkedal Fodboldklub (NKF), som herefter gik sammen med HUI om at danne FC Øresund.
FC Øresund spillede hovedsageligt sine hjemmekampe på Hørsholm Stadion (der er en del af Hørsholm Idrætspark, men har dog også spillet enkelte hjemmekampe på Karsemosegaard Idrætsanlæg i Nivå.
Klubbens motto er "Fællesskab er vores styrke!". Hjemmebanedragten er sort/hvid-stribet trøje samt sorte eller hvide shorts og strømper. På udebane spiller holdet i orange trøje.
FC Øresund havde ambitioner om at spille attraktivt, teknisk betonet, hurtig fodbold, samt med tiden om at rykke op i 2. division.
FC Øresund satsede på talentudvikling. U19- og U17-holdet spiller da også i henholdsvis 2. og 3. division i ungdomssrækkerne.
FC Øresund havde sin egen kanal på YouTube, "FC Øresund TV", der drives af frivillige. På denne kunne man se reportager fra førsteholdets kampe og interviews med spillerne.
FC Øresund blev bakkede op under kampene livligt op af fanklubben "FC Øresund Pirates", der med musik, konfetti, tromme, scirene og udkastning af Piratos lakridser til publikum, hver gang FC Øresund scorer, bidrager til underholdningen af tilskuerne.
Stadionpølsen var Danmarks største (300 gram) kaldes FCØ Pølsen og går under navnet "Store Frank" for nogle.

## Resultater
FC Øresund lagde (som følge af NKFs nedrykning sæsonen før) ud med at spille i Sjællandsserien i sæsonen 2009-2010. Det lykkedes holdet at spille sig op i Danmarksserien.
I 2010-2011-sæsonen sluttede holdet på 5. pladsen i Danmarksserien pulje 1.
I 2011-2012-sæsonen sluttede holdet på 4. pladsen, og rykkede således ikke op, selv om holdet formåede at score hele 73 mål i sine 26 kampe. Blandt andet blev B1973 Herlev slået med hele 9-1 i sæsonens sidste kamp. Sejren er FC Øresunds største gennem tiderne.

## Ophør
I 2015 ophørte klubben med at eksistere da samarbejdet mellem klubberne Nivå-Kokkedal Fodboldklub og Hørsholm-Usserød Idrætsklub stoppede.

## Eksterne kilder og henvisninger
- FC Øresunds officielle hjemmeside Arkiveret 9. september 2011 hos  Wayback Machine
- Nivå-Kokkedal Fodboldklub Arkiveret 20. september 2012 hos  Wayback Machine
- Hørsholm-Usserød Idrætsforening Fodbold Arkiveret 11. juni 2013 hos  Wayback Machine
- FC Øresund TV Arkiveret 4. april 2016 hos  Wayback Machine
- Hørsholm Idrætspark Arkiveret 13. juni 2012 hos  Wayback Machine